# La Sérénade interrompue
Pour un article plus général, voir Préludes de Debussy.
La Sérénade interrompue (L. 117) est une composition musicale pour piano du compositeur français Claude Debussy. C'est la neuvième pièce du premier livre des Préludes, écrit entre la fin de 1909 et le début de 1910.

## Composition
La pièce s'ouvre sur un passage introductif dont la principale caractéristique est son style pizzicato hésitant. Le thème principal évolue lentement, et bien qu'il ne s'agisse pas ici d'une force combative, il paraît comme traversé par une sorte d'ambiance nocturne, tout en ayant à la fois nonchalance et séduction dans sa manière souple. Les éléments rythmiques apparaissent partout et clôturent la pièce de la même façon indécise que celle entendue en ouverture. 
L'œuvre est largement influencée par la période impressionniste de l'art en France au milieu de la fin des années 1800. Elle a été créée par Ricardo Viñes le 14 janvier 1911 à la Société nationale, avec deux autres préludes. Elle a été interprétée au piano, notamment par Alfred Cortot, Arturo Benedetti Michelangeli, Daniel Barenboim et Sviatoslav Richter.

## Arrangements
Il existe un arrangement pour duo de violon et violoncelle, joué notamment par Daniel Rowland et Maja Bogdanović.